# Chiesa dei Santi Lorentino e Pergentino

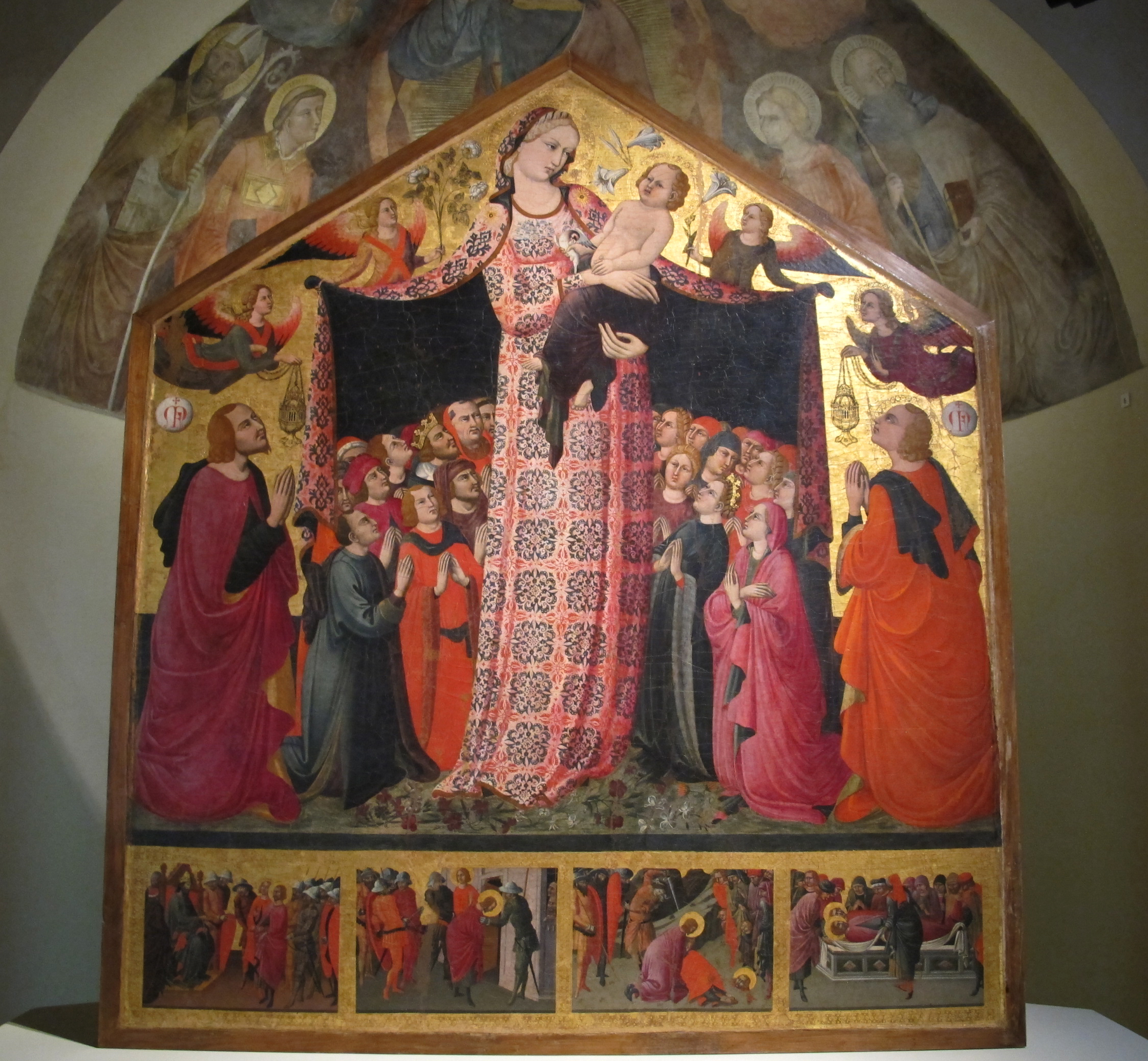
Tavola dalla Chiesa dei Santi Lorentino e Pergentino: I santi patroni adorano la Madonna; in predella scene del loro martirio.

La chiesa dei Santi Lorentino e Pergentino è un monumento di Arezzo.

## Storia e descrizione
L'edificio fu costruito nel 1363 dalla Fraternita di Santa Maria della Misericordia. La versione attuale dell'edificio risale al 1702. Trecentesco è il fregio con storie dei due santi sull'architrave esterno del portale.
All'interno si trovava una tavola (oggi al Museo statale d'arte medievale e moderna) con la Madonna della Misericordia, commissionata dalla Fraternita dei Laici a Parri di Spinello e realizzata tra il 1435 e il 1437. La venerazione popolare per i due santi protomartiri aretini è molto antica e la prima chiesa a loro intitolata è quella medievale, oggi restaurata, posta in fondo a via Marco Perennio e costruita sul luogo della sepoltura lungo l'antica via romana.